# Фирсов, Лев Васильевич
Лев Васильевич Фирсов (22 декабря 1926, Москва — 19 января 1981) — советскийский геолог, доктор геолого-минералогических наук, заведующий лабораторией изотопных методов исследования Института геологии и геофизики СО АН СССР. Археолог, нумизмат и историк любитель, специализировавшийся на исарах горного Крыма. Художник и поэт.

## Биография
Родился в Москве 22 декабря 1926 года в семье коренных москвичей. В 1942 году семья была эвакуирована в Киров. После семилетки Лев Фирсов поступил в Кировской области в Халтуринский гидромелиоративный техникум, который закончил с отличием по специальности гидромелиоратора. Возвратившись из эвакуации в Москву, в 1944 поступил в Московский геологоразведочный институт (МГРИ). В 1948 году ему рекомендовали заняться наукой и он перевёлся на Геологический факультет МГУ на 4 курс. На производственных практиках побывал в разных уголках страны. Его студенческие отчеты о Беринговом проливе, Яно-Колымском районе помещались в научных журналах. В МГУ он был председателем научно-студенческого общества.
Умер в 1981 году.

## Исследования

### Геология
Оканчивая институт, он просил, чтобы его распределили в Приамурье, но комиссия отправила его в Магадан, где он занялся золоторазведкой. В 1953 году молодой геолог защитил кандидатскую диссертацию. В Магадане Л. В. Фирсов создал геохимическую лабораторию, которая стала известна. Переехал в новосибирский Академгородок, где создал лабораторию геохронологии и здесь же сконструировал, собрал и запустил в работу новую радиоуглеродную установку, обеспечившую совместные исследования с археологами.. В 1974 году он защитил докторскую диссертацию.

### История и археология
Лев Фирсов профессионально занимался археологией Крыма и его античной и средневековой историей. Его статья о радиоуглеродных датировках находок в Херсонесе легли в фундаментальный труд 1976 года, где одна глава «Херсонес-Херсон-Корсунь» написана в стихах. В приложении к этой монографии — краткая хронология событий в Крыму от древнейших времен до присоединения к России, о землетрясениях в Крыму.
Постоянно развивал применение метода радиоуглеродного датирования. Оказал большое влияние на совершенствование методов археологического поиска и датирований остатков древних культур. Ученый участвовал в проводимых в Крыму раскопках и самостоятельно исследовал средневековые укрепления — иссары. Здесь, благодаря его методике, были уточнены многочисленные датировки на ряде археологических памятников. В 1990 году по рекомендации археолога академика А. П. Окладникова, по рукописи издана книга «Исары. Очерки истории средневековых крепостей Южного берега Крыма». В этой же книге напечатаны также сонеты о Крыме.

## Творчество
Главным личным увлечением ученого был Крым, где он бывал почти каждое лето, работал, рисовал, писал стихи. Большая часть его акварелей и графических работ посвящена именно Крыму. «Ноябрь в Херсонесе», «Форосская Яйла», «Ласточкино гнездо», «Симеиз», «Уходит в небо пик Ай-Петри». Получив известность, как талантливый художник, он был много лет председателем картинной галереи Дома ученых СО РАН. Его лекции по популяризации науки собирали переполненные аудитории. Лев Васильевич часто не отделял науку от искусства, а в искусстве никак не хотел «специализироваться». Его научные книги сопровождаются стихами и графикой, а на оборотной стороне акварельных работ — сонеты.
Исчезли люди, но остался след
На стертых плитах площадей и улиц:
Обломки амфор, кругляши монет,
Зола и уголь, раковины устриц…
Лев Фирсов, из поэмы «Херсонес-Херсон-Корсунь».
В Магадане к 80-летию со дня его рождения опубликована книга стихов «Мы не одни» (Магадан, 2006), подготовленная к печати коллегами и друзьями из Магадана и Новосибирска.

## Капсула времени
В октябре 2024 года стало известно о найденой в Крыму «капсуле времени». Стеклянная запаянная капсула с запиской внутри, была обнаружена туристами из Москвы на горе Крестовая под корнями сосны. Послание было записано на тонкой пергаментной бумаге:
«Фирсов Лев Васильевич
Род. 1926. Москва. 1969
Геолог, археолог, геохронолог.
Привет Вам, Люди Земли!».
Находка была передана в Ялтинский историко-литературный музей.

### Научные работы
- Арнаутов Н. В., Фирсов Л. В. Труды института геологии и геофизики. Выпуск 450. Физико-химические методы исследования в геологии. — Новосибирск: Наука, 1981. — 202 с.
- Фирсов Л. В. Этюды радиоуглеродной хронологии Херсонеса Таврического. — Новосибирск: изд-во Наука, 1976. — 224 с.
- Фирсов Л. В. Чертова лестница Книжная серия "Археологические Памятники Крыма". — Симферополь: Таврия, 1973. — 88 с.
- Фирсов Лев Васильевич. Исар Лимена-Кале // Исары — Очерки истории средневековых крепостей Южного берега Крыма / А. Л. Якобсон,  А. К. Конопацкий. — Новосибирск: Наука. Сибирское отделение, 1990. — 470 с. — ISBN 5-02-029013-0.

### Художественные издания
- Фирсов Л. В. Рассказы о золоте. — Магадан: Магаданское книжное издательство, 1957. — 136 с.
- Фирсов Л. В. «Экспедиция на Парнас»: стихи / сост.: В. О. Красавчиков, А. Б. Птицын. — Новосибирск: Кн. изд-во, 1992. — 193 с. (C.42-45.)